# Syringodermatales
Ordre
Les Syringodermatales sont un ordre d'algues brunes de la classe des Phaeophyceae.

## Liste des familles
Selon AlgaeBase (16 août 2017) et World Register of Marine Species (16 août 2017) :
- famille des Syringodermataceae E.C. Henry, 1984